# Miguel Ubeto
Ubeto  Aponte est un nom espagnol. Le premier nom de famille, en général paternel, est Ubeto ; le second, en général maternel, souvent omis, est Aponte.
Miguel Armando Ubeto Aponte est un coureur cycliste vénézuélien, né à Caracas le 2 septembre 1976.

## Biographie
En 1989, à l'âge de douze ans, il commence le cyclisme par la piste dans sa ville natale de Caracas.
Il est considéré comme un des plus grands sprinteurs latino-américains des années 2000. Son site officiel recense plus de 80 victoires au niveau national et international. Courant au Venezuela, depuis de nombreuses années pour l'équipe Gobernación de Carabobo, il change de formation au mois de mars 2011. Il rejoint la Lotería del Táchira (es), l'équipe dirigée par Omar Pumar, l'ancien professionnel de la Brescialat.
En 1995, il est invité à participer à différentes compétitions en Guadeloupe. À partir de cette date, il partage sa vie entre le Venezuela et le département ultra-marin. Ainsi, marié et père de deux enfants, sa fille est née sur l'île française. Avec le club guadeloupéen Gillette Fusion UV Nord, il termine second du Tour de Guadeloupe en 2009, avec la victoire finale dans le classement du meilleur grimpeur et du classement par équipes. Avec l'équipe Gwada Bikers 118, il s'illustre encore. Il remporte, avec ses coéquipiers, l'étape du contre-la-montre par équipes et le classement final par équipes du Tour 2010, tout en se classant dans les dix premiers du général. En 2011, il gagne une étape et se classe cinquième du Tour, tout en s'octroyant le classement combiné, le classement par points et le classement par équipes avec ses coéquipiers.
Depuis 1997, il représente la sélection nationale vénézuélienne tant sur la piste que sur la route. Par exemple, en 2004, il s'adjuge la médaille de bronze de la course en ligne des championnats panaméricains. Ou plus récemment, il est battu par Marc de Maar pour la médaille d'or des Jeux panaméricains. Il sort sa chaussure de la pédale au moment de l'emballage final.
Il se révèle au monde cycliste en 2002, en remportant deux étapes de l'épreuve dominicaine, la Vuelta a la Independencia Nacional. Puis, il s'ensuit, de nombreuses victoires au sprint dans des épreuves vénézuéliennes comme le Tour du Táchira (encore deux étapes remportées en 2011) ou le Tour du Venezuela (également deux étapes en 2011).
L'année 2011 est cependant faste puisqu'il remporte l'UCI America Tour 2011, devançant d'un point le champion panaméricain, Gregolry Panizo.
Cette victoire au classement de l'UCI America Tour, lui permet de réaliser son rêve d'enfant : devenir professionnel. À plus de 35 ans, Gianni Savio l'enrôle dans son équipe Androni Giocattoli. Enthousiasmé par l'annonce de sa sélection pour les Jeux olympiques de Londres, il déclare, le 18 avril, sur son compte Twitter, qu'il sera sur le podium olympique. Le dernier week-end d'avril, il débute en Europe, en compagnie de Tomás Gil. Mais que cela soit au Grand Prix de l'industrie et de l'artisanat de Larciano ou le lendemain au Tour de Toscane, le rythme élevé de la compétition ne lui permet pas de finir ces deux épreuves.
En juillet 2012, il remporte son Tour national. Il déclare que son rêve est devenu réalité. Cette victoire, il l'avait rêvée, désirée et elle est devenue réelle. Auparavant dans la saison, Ubeto avait remporté la première étape du Tour du Táchira et avait terminé deuxième du championnat du Venezuela sur route.
Au mois de septembre, il signe pour l'équipe Pro Tour Lampre-ISD pour la saison 2013. Selon le site internet du quotidien El Impulso, il commencerait à rouler avec ses nouvelles couleurs au mois de mars 2013, une fois passé les frimas européens. Il espère pouvoir disputer le Tour de France, même s'il sait qu'il devra gagner sa place, grâce à ses résultats. Il est le troisième Vénézuélien à intégrer une équipe Pro Tour (après Unai Etxebarria et José Rujano). Malgré des résultats sur le sol européen insignifiants, l'équipe Lampre l'a fait signer sur des critères extra-sportifs. Devant l'internationalisation du cyclisme, sa signature devient logique et bénéfique pour l'image de l'équipe Lampre, en vue d'une recherche d'investisseurs potentiels. De plus, les points UCI, qu'Ubeto a glané en terminant premier de l'UCI America Tour 2011 et en étant troisième du classement 2012, sont également convoités.
En janvier 2013, avec une sélection nationale, Miguel Ubeto dispute le Tour du Táchira. Mais lors de la sixième étape, il se fracture la clavicule. Sur son compte Twitter, il révèle le diagnostic : luxation de l'épaule avec fracture au niveau de la cavité glénoïde, deux jours après, il se fait poser une vis. Lors de son repos forcé, il déclare que le but qu'il s'est fixé est de redevenir compétitif pour être au départ du Tour de France.
Il reprend la compétition, en avril 2013, au Tour de Turquie, disputant par là-même sa première course avec la formation Lampre. Mais le 15 mai, l'UCI informe de la suspension provisoire de Miguel Ubeto. Un échantillon d’urine prélevé, le 16 avril, lors d’un contrôle hors compétition, présente des résultats anormaux (présence de GW 1516). Immédiatement, son équipe le met à pied. En juillet, l'UCI propose à la fédération vénézuélienne de suspendre le coureur deux ans et de lui infliger une amende de 42 000 euros. Le coureur avait déclaré que la substance ingérée était dans un médicament donné pour lui permettre de récupérer de son opération, après sa fracture. Il est suspendu deux ans. La suspension est finalement ramenée à 14 mois jusqu'au 15 juin 2014.
En 2015, il remporte la course en ligne des Jeux panaméricains. En 2017, il devient champion du Venezuela sur route. 
En 2018, il gagne une étape du Tour du Venezuela. En juillet de la même année, il est suspendu provisoirement pour utilisation de méthodes interdites et/ou de substances interdites et risque une suspension à vie. Il dénonce le fait que l'UCI le poursuivrait sur la base du contrôle de 2013 qui lui avait valu une suspension de 2 ans, réduite ensuite à un 14 mois et qui avait mis fin à sa courte carrière chez les professionnels. En novembre, il est suspendu deux ans.
En mai 2024, il est exclu de l'équipe amateure de l'AC Bellaingeoise après avoir quitté les Routes de l'Oise, une course UFOLEP amateur, en même temps que son équipier Jean-Baptiste Iera qui avait refusé de soumettre son vélo au contrôle de l'organisation avant le départ.

## Palmarès sur piste

### Jeux d'Amérique centrale et des Caraïbes
- Maracaibo 1998
  -  Médaillé d'argent de la poursuite par équipes[35].
- San Salvador 2002
  -  Médaillé de bronze de la course à l'américaine.

## Palmarès sur route

### Par années
- 2002
  - 1re et 3e étapes de la Vuelta a la Independencia Nacional
- 2003
  - 3e étape du Tour du Zulia
- 2004
  - 2e étape du Tour du Táchira
  - 2e du Tour de Guadeloupe
  -  Médaille de bronze de la course en ligne des championnats panaméricains
- 2005
  - 13e étape du Tour du Venezuela
- 2007
  - 4e étape de la Vuelta a la Independencia Nacional
  - 3e étape du Tour du Trujillo
  - 2e étape du Tour du Venezuela
  - 2e de la Classique de l'anniversaire de la fédération vénézuélienne de cyclisme
- 2009
  - 1re étape du Tour du Táchira
  - 2e du Tour de Guadeloupe
- 2010
  - 1re (contre-la-montre par équipes), 2e et 5e étapes du Tour du Táchira
  - 1re étape du Tour de Cuba
  - 2eb (contre-la- montre par équipes) et 8ea étapes du Tour de Guadeloupe
  - 1reb étape du Tour du Zulia
- 2011
  -  Champion du Venezuela sur route
  - UCI America Tour
  - 3e et 7e étapes du Tour du Táchira
  - Trophée de la Caraïbe :
    - Classement général
    - 1re et 3e étapes

  - Copa Federación Venezolana de Ciclismo Corre por la Vida
  - 4eb et 10e étapes du Tour du Venezuela
  - 2eb étape du Tour de Guadeloupe
  -  Médaillé d'argent sur route aux Jeux panaméricains
  - 3e de la Clásico Aniversario de la Federación Venezolana de Ciclismo
- 2012
  -  Champion du Venezuela sur route
  - Classement général du Tour du Venezuela
  - 1re étape du Tour du Táchira
  - 3e de l'UCI America Tour
- 2014
  - 1reb étape du Tour du Zulia
- 2015
  -  Médaillé d'or sur route aux Jeux panaméricains
  - Classique de l'anniversaire de la fédération vénézuélienne de cyclisme
  - 2e du championnat du Venezuela sur route
- 2017
  -  Champion du Venezuela sur route
- 2018
  - 3e étape du Tour du Venezuela
- 2021
  - 3e étape du Tour du Venezuela

### Classements mondiaux
| Année            | 2005   | 2006   | 2007   | 2008 | 2009 | 2010 | 2011 | 2012 | 2013 | 2014 | 2015 | 2016 | 2017 |
| ---------------- | ------ | ------ | ------ | ---- | ---- | ---- | ---- | ---- | ---- | ---- | ---- | ---- | ---- |
| UCI America Tour | 86e    | 146e   | 61e    | 146e | 164e | 23e  | 1er  | 3e   |      |      | 7e   | 570e | 377e |
| UCI Europe Tour  | 1 024e | 1 332e | 1 187e |      |      |      |      |      |      |      |      |      |      |